# Fontjoncouse
Fontjoncouse är en kommun i departementet Aude i regionen Occitanien  i södra Frankrike. Kommunen ligger  i kantonen Durban-Corbières som ligger i arrondissementet Narbonne. År 2022 hade Fontjoncouse 139 invånare.

## Befolkningsutveckling
Antalet invånare i kommunen Fontjoncouse
Referens: INSEE

## Galleri

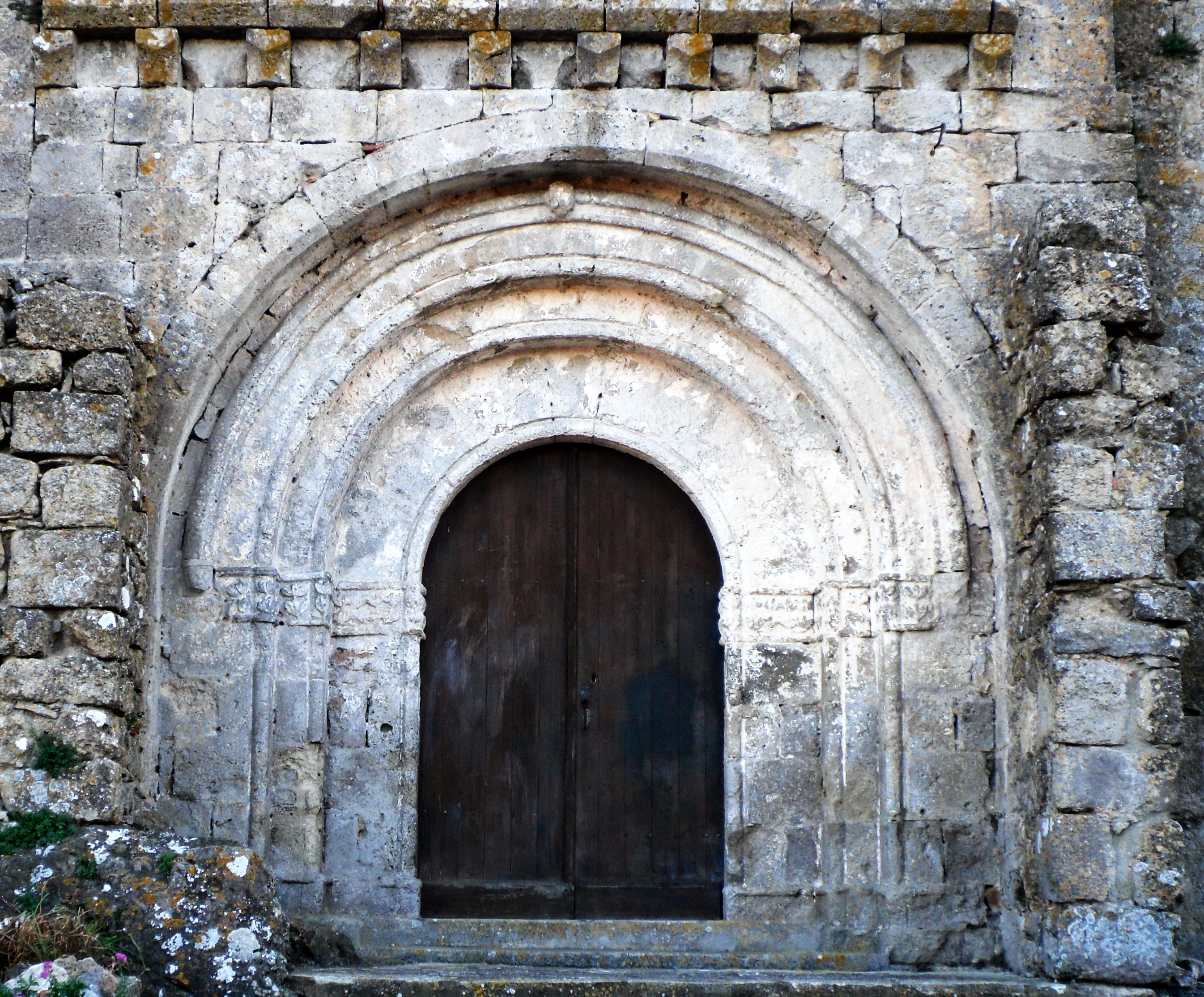
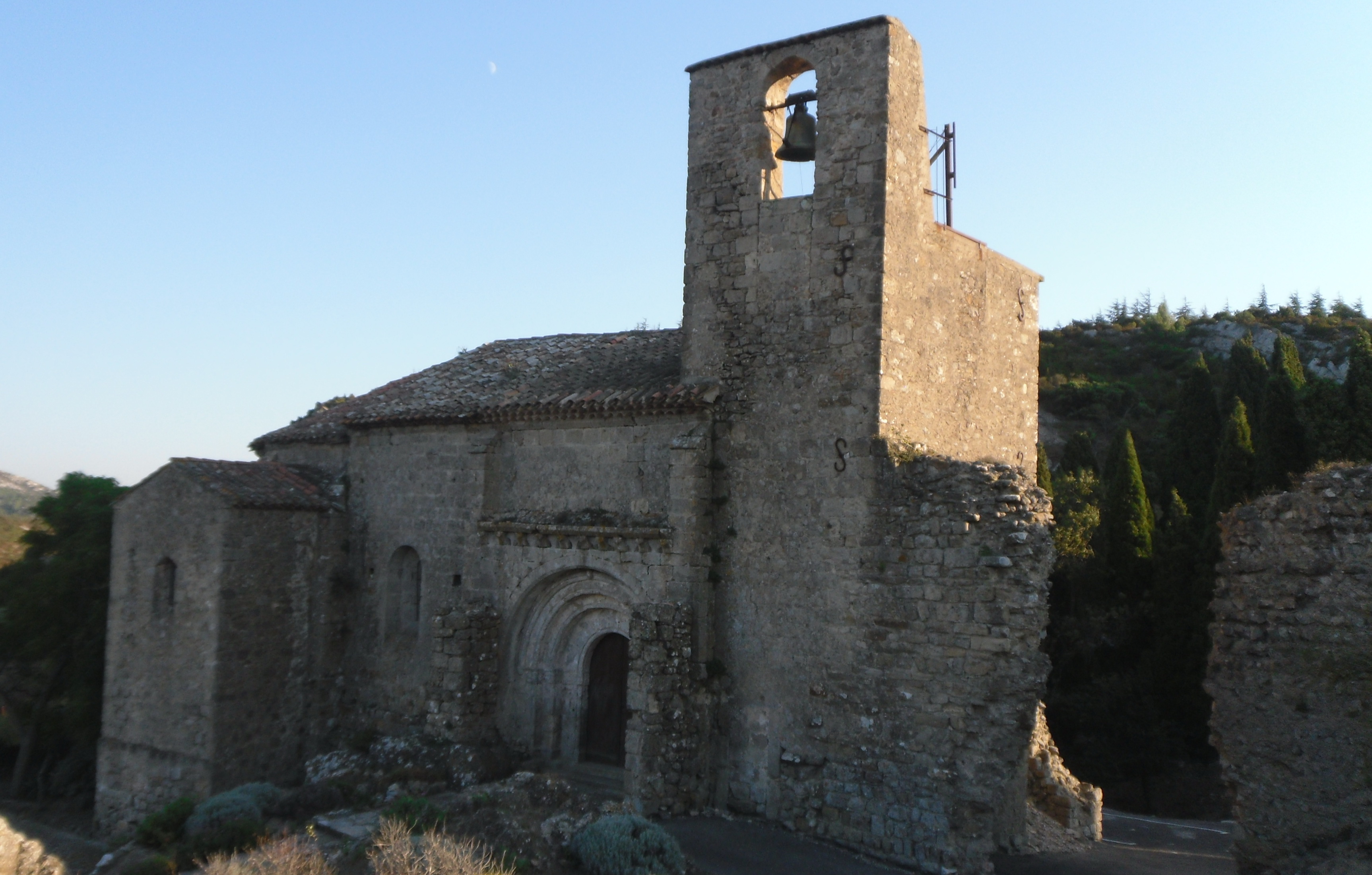
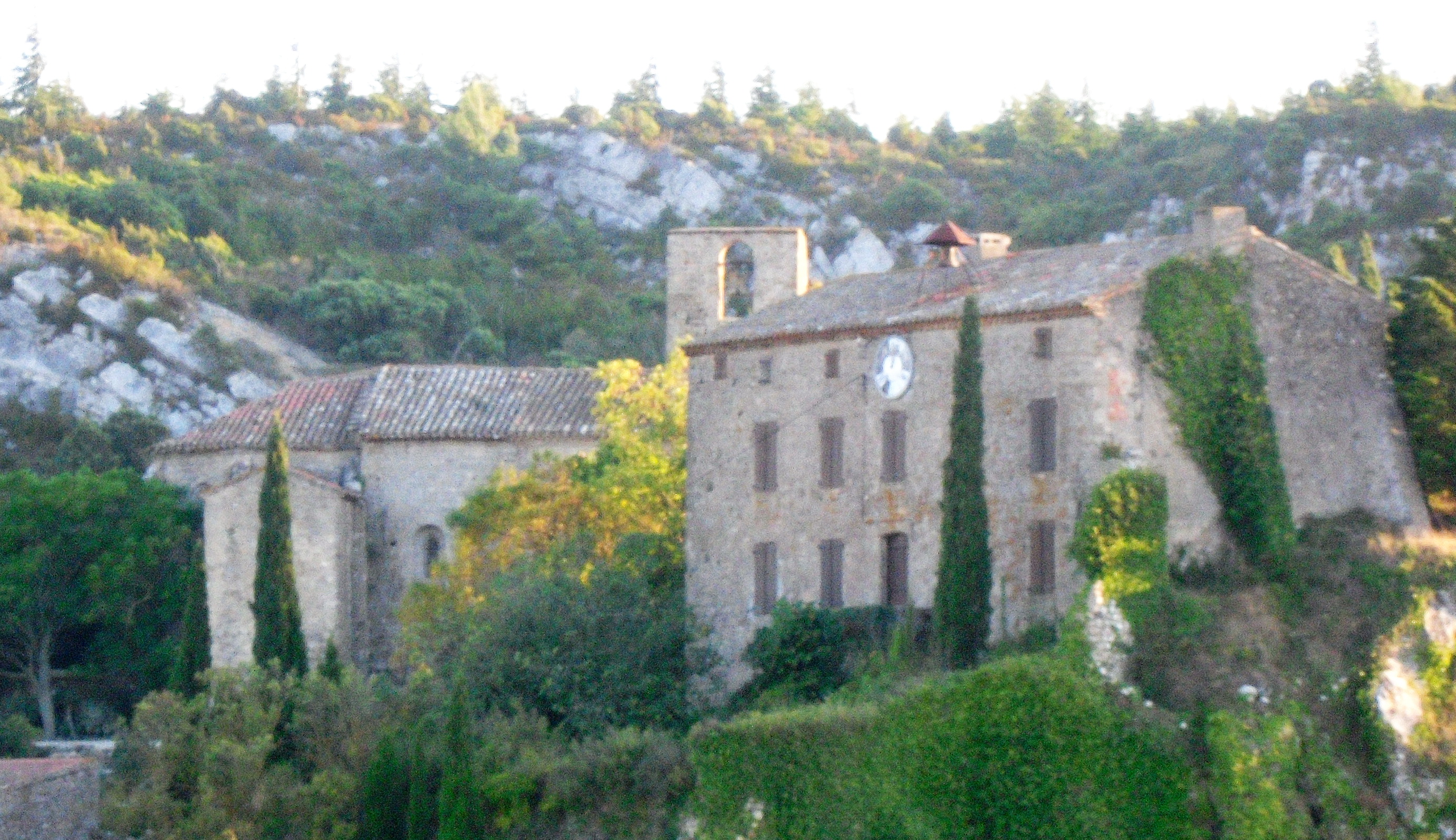
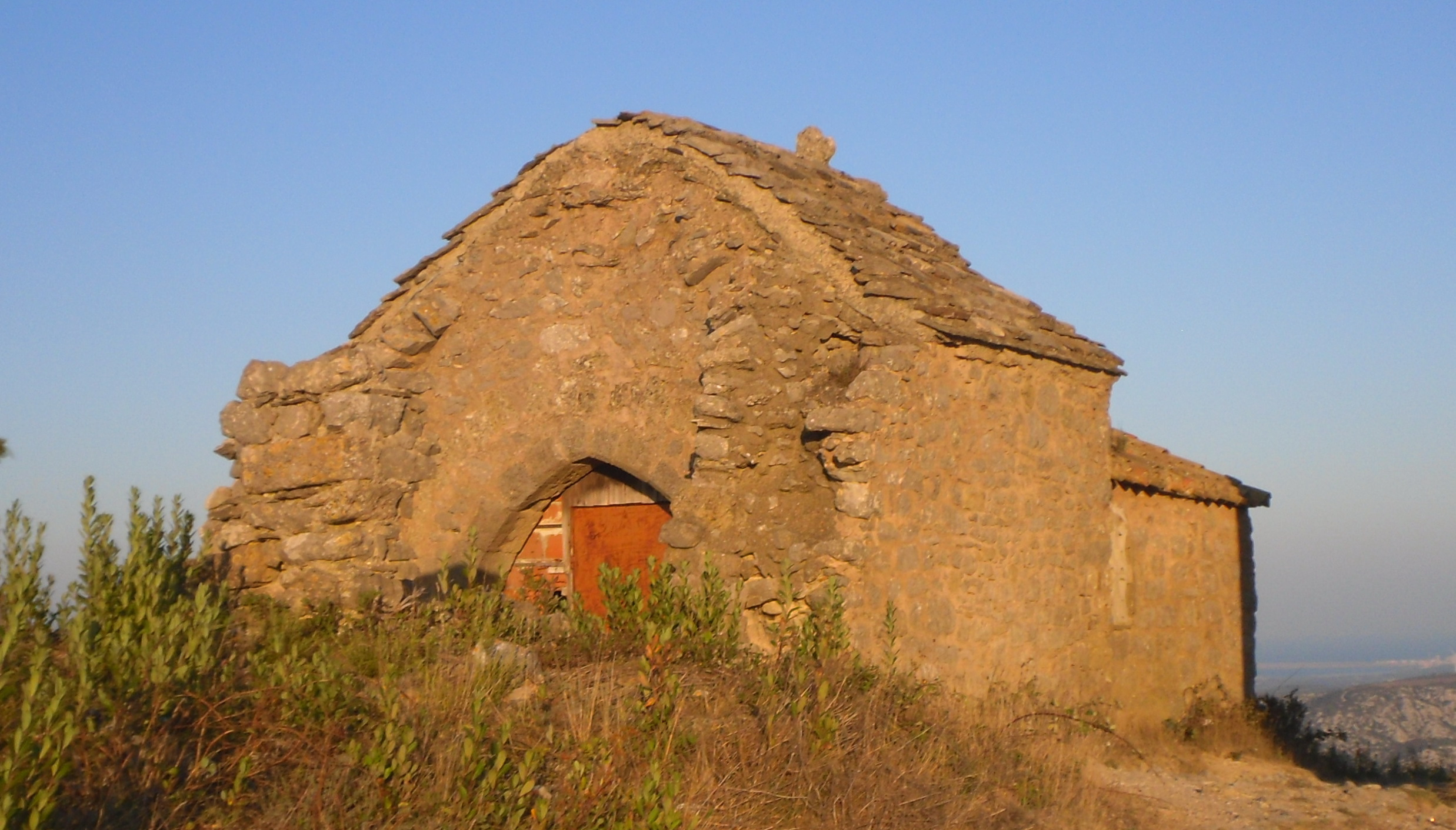
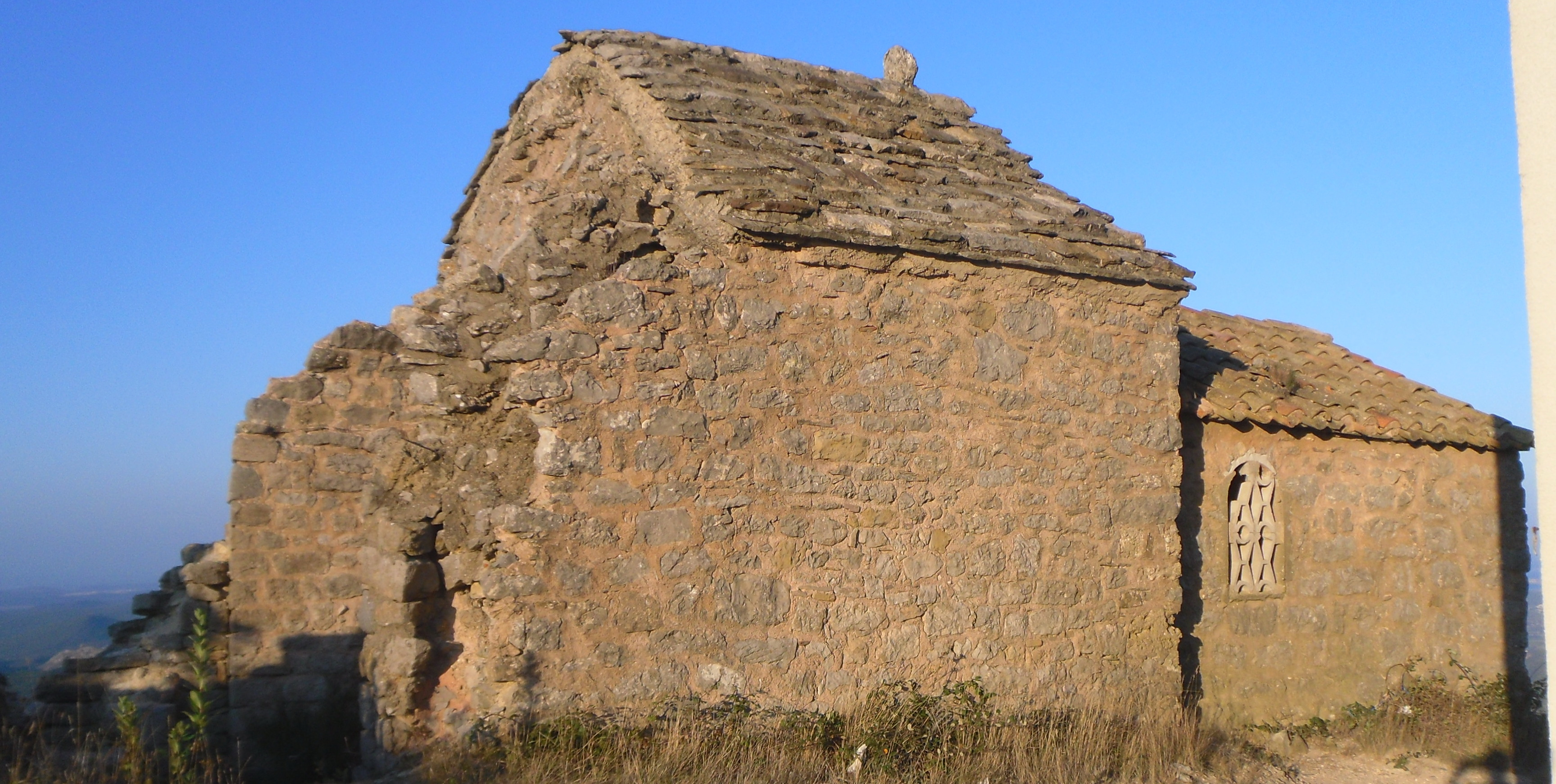
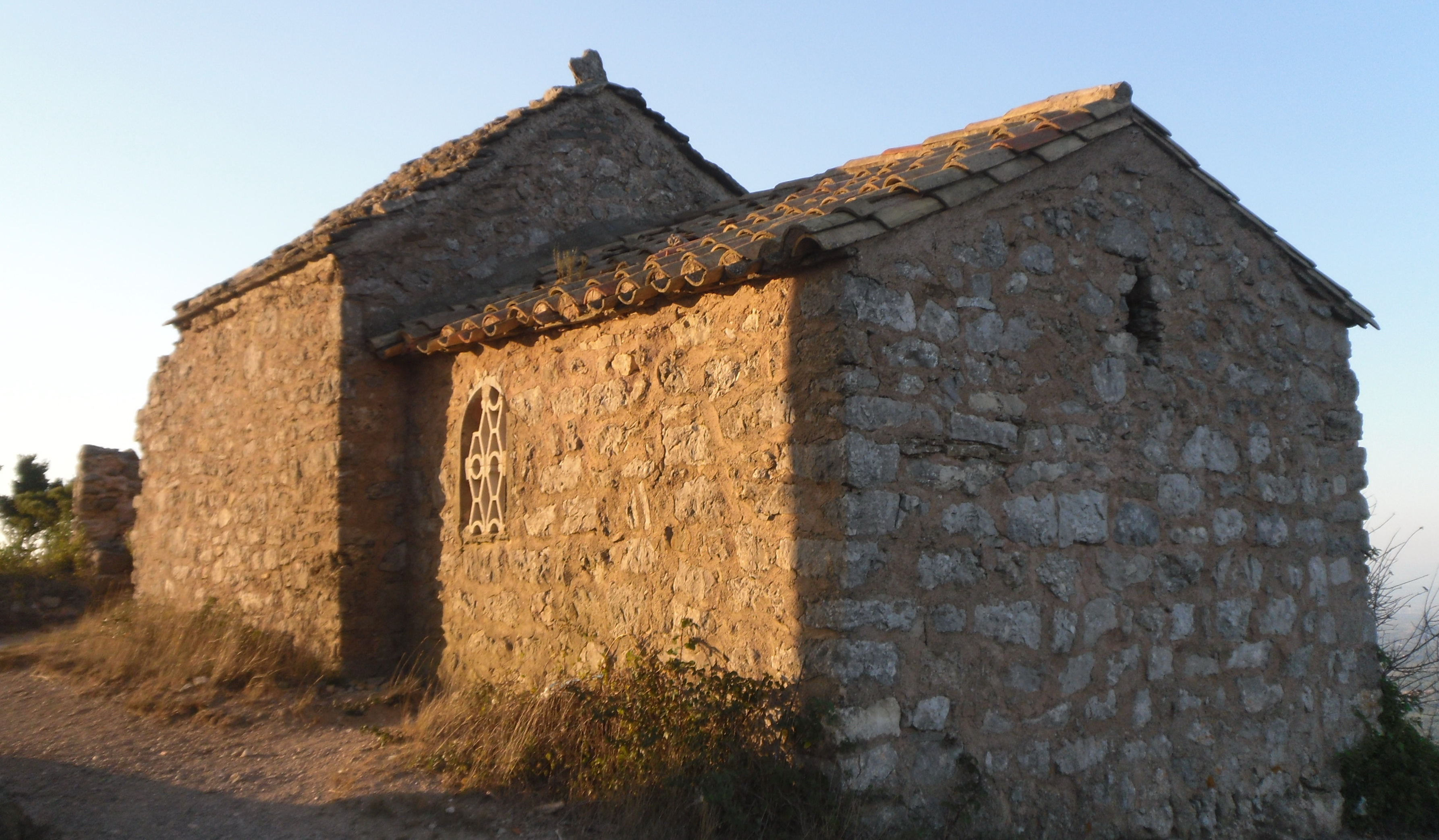
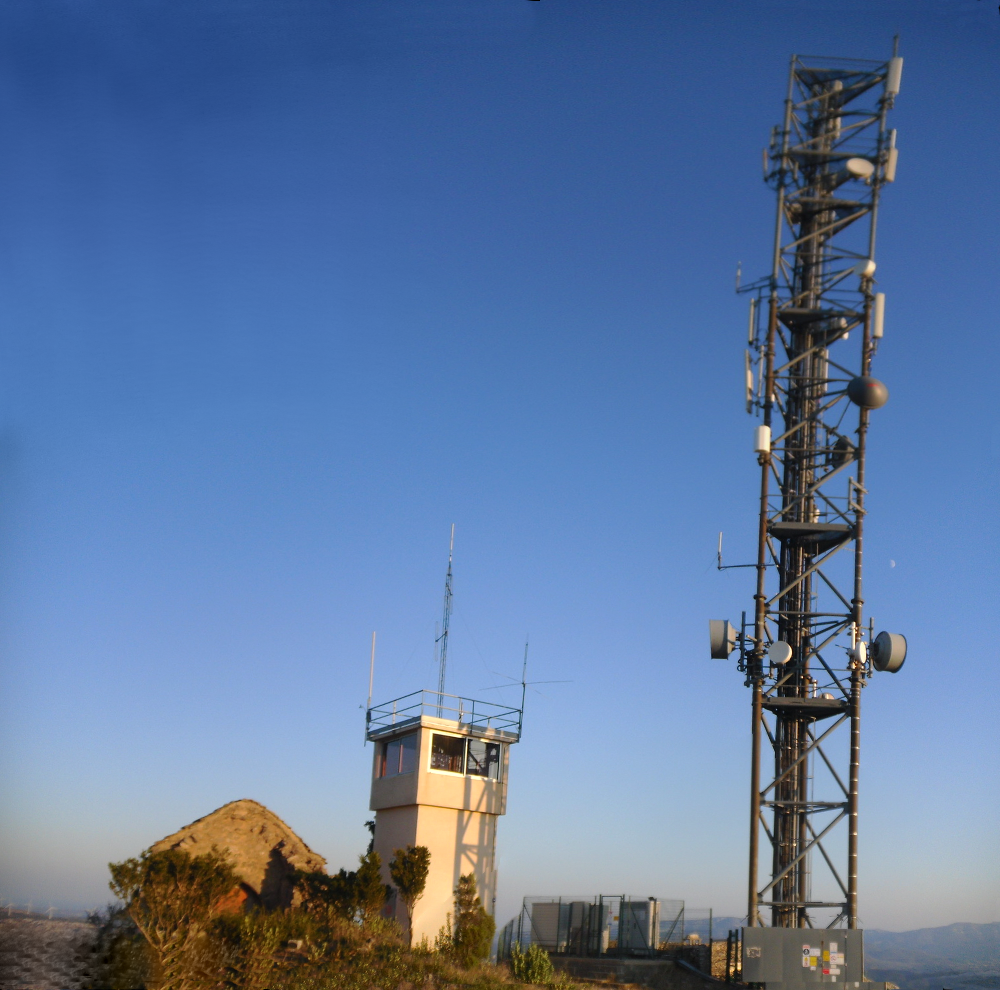